# جيوسمين
جيوسمين هو مركب عضوي من مشتقات الديكالين، ينتمي إلى مجموعة الكحولات ثنائية الحلقة، وله الصيغة الكيميائية C12H22O ويكون على شكل سائل عديم اللون.
لمركب الجيوسمين رائحة ونكهة مميزتين، وهي المسؤولة عن رائحة الأرض بعد سقوط المطر، واسم المركب مشتق من هذه الخاصة وذلك من الإغريقية γεω- و ὀσμή بمعنى رائحة الأرض.

## الوفرة الطبيعية
ينتج الجيوسمين من نوع خاص من البكتريا تسمى المتسلسلة وهي إيجابية الغرام من رتبة الشعّيات من فصيلة الشعّاويات (أكتينوبكتيريا)؛ وذلك عند موتها. وهي تعطي النكهة الأرضية المميزة للشوندر الأحمر؛ بالإضافة إلى مساهمته في الرائحة المميزة للأرض بعد هطول المطر عليها (البيتريكور). و
كما يعد الجيوسمين مسؤولاً عن الرائحة الطينية في العديد من أسماك المياه العذبة مثل أسماك الشبوط والسلوريات.

## الخواص
يتفكك الجيوسمين في شروط حمضية إلى مادة عديمة اللون.
يتحسس أنف الإنسان لهذه المادة حتى بتركيز ضئيلة تصل إلى 5 جزء في الترليون.

## الاصطناع الحيوي
يمكن أن يتم الاصطناع الحيوي للمركب باستخدام إنزيم Streptomyces coelicolor.

## اقرأ أيضاً
- لابذان
- 1-أوكتين-3-أون